# Anne-Élisabeth Lemoine
Pour les articles homonymes, voir Lemoine.
Anne-Élisabeth Lemoine, née le 29 juillet 1970 au Plessis-Trévise (Val-de-Marne), est une animatrice de radio et de télévision française.
De septembre 2014 à la rentrée 2017, elle était chroniqueuse aux côtés d'Anne-Sophie Lapix dans l'émission C à vous diffusée en direct tous les soirs sur France 5. Elle a depuis pris les rênes de cette émission.

## Biographie

### Formation
Anne-Élisabeth Lemoine est issue d'une famille de sept enfants. Elle est la fille de Jean-Pierre Lemoine, haut fonctionnaire et de Brigitte Lemoine, inspectrice du Trésor public. 
Elle étudie à la Maison d’Éducation de la Légion d’honneur du début du collège à la fin du lycée et finira par être la marraine de la promotion Bazancourt (2023-2026).
Après des études en hypokhâgne et en khâgne, elle obtient une maîtrise d'histoire. Son mémoire de recherche est dirigé par Pascal Ory. Elle intègre ensuite le CELSA (École des hautes études en sciences de l'information et de la communication - Celsa) de la Sorbonne dont elle sort diplômée.

### 2000-2007: débuts avec Marc-Olivier Fogiel
Ses débuts de carrière se font auprès de Marc-Olivier Fogiel, avec qui elle collabore à la télévision, puis à la radio.
De 2000 à 2006, elle participe à l'émission On ne peut pas plaire à tout le monde de Marc-Olivier Fogiel sur France 3. Elle est aussi à ses côtés en 2005 pour l'émission Vous écoutez la télé sur France Inter et sera la seule de l'équipe à le suivre pour la création de On ne pouvait pas le rater sur RTL. Parallèlement, elle est aussi chroniqueuse dans l'émission J'ai mes sources sur France Inter présentée par Colombe Schneck.
À la rentrée 2006, elle suit Fogiel, qui rejoint M6 pour animer T'empêches tout le monde de dormir. Son rôle est alors de recevoir et résumer les SMS et réactions des téléspectateurs[réf. souhaitée]. D'autre part, en 2006, elle intègre l'équipe de chroniqueurs de Ça balance à Paris sur Paris Première[réf. nécessaire].
En 2007, elle rompt le partenariat avec Fogiel, le quittant à la radio comme à la télévision.

### 2007: émancipation
Côté radio, elle quitte RTL et France Inter pour animer Elle se mêle de tout sur France Info, en alternance avec Hélène Lam Trong, succédant ainsi à Marion Ruggieri.
Elle anime chaque semaine, du lundi au vendredi à 7 h 20 et 9 h 15, puis à 8 h 20 le week-end, une chronique au sein de l’Hyper revue de presse de France Info. 
Et côté télévision, elle anime sur M6 aux côtés d'Estelle Denis l'émission politique 5 ans avec…, consacrée à l'élection présidentielle.

### 2007-2014: chroniqueuse puis joker sur Canal +
En septembre 2007, elle rejoint Canal+ et devient chroniqueuse dans L'Édition spéciale, émission présentée par Samuel Étienne, puis Bruce Toussaint.
À partir de septembre 2011, elle fait partie de l'équipe de La Nouvelle Édition, présentée par Ali Baddou qui succède à L'Édition spéciale tous les midis. Elle s'occupe de la partie média de l'émission. 
Elle cesse ses activités radiophoniques le 6 juillet 2012, en arrêtant l’Hyper revue de presse de France info au bout de six ans. Elle se concentre sur la télévision et La Nouvelle Édition.
De 2012 à 2014, elle remplace Ali Baddou à la présentation de l'émission pendant ses absences. Cette expérience lui permet de faire ses débuts en tant qu'animatrice[réf. nécessaire].

### Depuis 2014: passage à l'animation sur France Télévisions
En septembre 2014, après sept ans de contrat avec Canal+, elle quitte la chaîne pour être chroniqueuse, mais aussi « joker » officiel (remplaçante) d'Anne-Sophie Lapix dans l'émission C à vous sur France 5,.
En septembre 2016, tout en continuant à participer à l'émission C à vous, elle a un temps animé un nouveau talk-show le samedi soir à 19 h, C l'hebdo, une version week-end de C à vous.
En septembre 2017, elle succède à Anne-Sophie Lapix à la présentation de C à vous, cette dernière partant sur France 2 pour présenter le journal de 20h. depuis son arrivée, son émission affiche fréquemment des records d'audience au-delà des 2 millions de téléspectateurs, et rassemble en moyenne près de 1,4 million de téléspectateurs (7,3 % de part d'audience) et qui se placent parmi les meilleures audiences historiques de la chaîne France 5 durant la pandémie de Covid-19 et le confinement de la population française.
Le 15 octobre 2019, elle présente avec Nagui une grande émission environnementale, L'émission pour la Terre, sur France 2.
Du 21 octobre au 15 décembre 2020, elle anime avec Patrick Cohen, le magazine culturel 6 à la maison en seconde partie de soirée sur France 2 diffusée durant le couvre-feu dû à la Covid 19. L'émission revient à partir du 27 janvier 2021. 
Le mardi 2 février 2021, Anne-Sophie Lapix étant positive au Covid19, elle anime Le Grand Échiquier sur France 2. Elle devient présentatrice officielle de l'émission quelques jours plus tard, Anne-Sophie Lapix désirant quitter l'émission pour se concentrer sur la future élection présidentielle de 2022. Anne-Élisabeth Lemoine quitte cependant l'émission après seulement deux présentations puisqu'elle souhaite se concentrer sur son émission C à Vous qui se voit prolongée à la rentrée de septembre. Claire Chazal est alors désignée pour reprendre Le Grand Échiquier.

## Vie privée
Anne-Élisabeth Lemoine est mère de deux garçons, de deux pères différents : Arthur, né en 2004 et Vasco, né le 13 juin 2013.
En 2007, elle est en couple avec l'humoriste Mustapha El Atrassi. Par la suite, elle porte plainte contre lui pour coups et blessures,,.
Depuis juin 2012, elle est mariée avec Philippe Coelho, architecte et père de Vasco.

## Résumé de carrière

### Parcours à la radio
Sauf indication contraire, les assertions de cette section sont sourcées dans la section « Biographie » du présent article
- 2005 : collaboratrice de l'émission Vous écoutez la télé sur France Inter
- 2005 : collaboratrice de l'émission On ne pouvait pas le rater sur RTL
- 2005 : chroniqueuse dans l'émission J'ai mes sources sur France Inter
- 2007 : animatrice de l'émission Elle se mêle de tout sur France Info
- 2007-2012 : chroniqueuse au sein de l'Hyper revue de presse sur France Info

### Parcours à la télévision
- 2000 - 2006 : chroniqueuse d'On ne peut pas plaire à tout le monde sur France 3
- 2006 - 2007 : chroniqueuse de T'empêches tout le monde de dormir sur M6
- 2006 - 2007 : chroniqueuse dans Ça balance à Paris sur Paris Première
- 2007 : coprésentatrice de 5 ans avec... sur M6
- 2007 - 2011 : chroniqueuse dans L'édition spéciale sur Canal +
- 2011 - 2014 : chroniqueuse et joker de La Nouvelle édition sur Canal +
- 2014 - 2017 : chroniqueuse et joker de C à vous sur France 5
- 2016 - 2017 : présentatrice de C l'hebdo sur France 5
- Depuis 2017 : présentatrice de C à vous sur France 5
- 2019 : présentatrice de L'émission pour la Terre avec Nagui, sur France 2
- 2020-2021 : coprésentatrice de 6 à la maison sur France 2
- 2021 : présentatrice du Grand Échiquier sur France 2
- 2021 : coprésentatrice de Symphonie pour la vie sur France 3